# Dynoria medialis
Dynoria medialis är en mångfotingart som beskrevs av Chamberlin 1949. Dynoria medialis ingår i släktet Dynoria och familjen Xystodesmidae. Inga underarter finns listade i Catalogue of Life.